# فيروسات شبيهة-SPO1
فيروسات شبيهة-SPO1 (بالإنجليزية: SPO1-like viruses)‏ هو جنس فيروسات من فصيلة الفيروسات العضلية ضمن رتبة الفيروسات الذنبية.